# Giải vô địch bóng đá nữ Nam Á 2014
Giải vô địch bóng đá nữ Nam Á 2014 diễn ra tại Islamabad, Pakistan từ ngày 11 đến ngày 21 tháng 11 năm 2014. Ấn Độ là đội vô địch của giải khi giành chiến thắng trước Nepal trong trận chung kết.

## Vòng bảng

### Bảng A
| Đội         | Tr | T | H | B | BT | BB | HS  | Đ |
| ----------- | -- | - | - | - | -- | -- | --- | - |
| Ấn Độ       | 3  | 3 | 0 | 0 | 25 | 1  | +24 | 9 |
| Bangladesh  | 3  | 2 | 0 | 1 | 10 | 7  | +3  | 6 |
| Maldives    | 3  | 1 | 0 | 2 | 2  | 11 | −9  | 3 |
| Afghanistan | 3  | 0 | 0 | 3 | 1  | 19 | −18 | 0 |

| Ấn Độ                                                                     | 8–0     | Maldives |
| ------------------------------------------------------------------------- | ------- | -------- |
| N. Devi 24', 46', 72', 74' · Y. Devi 64', 85' · O. Devi 76' · Burrett 90' | Báo cáo |          |

| Bangladesh                                                      | 6–1     | Afghanistan         |
| --------------------------------------------------------------- | ------- | ------------------- |
| M. Rana 34' · S. Rana 36', 47', 69' · Khatoon 62' · Ather 90+5' | Báo cáo | Marjan Haydaree 23' |

| Maldives | 1–0     | Afghanistan |
| -------- | ------- | ----------- |
| Rifa 34' | Báo cáo |             |

| Ấn Độ                                                      | 5–1     | Bangladesh  |
| ---------------------------------------------------------- | ------- | ----------- |
| U. Devi 46' · M. Devi 48' · N. Devi 57', 86' · I. Devi 76' | Báo cáo | Khatoon 50' |

| Afghanistan | 0–12    | Ấn Độ                                                                                        |
| ----------- | ------- | -------------------------------------------------------------------------------------------- |
|             | Báo cáo | I. Devi 3', 7', 51' · N. Devi 4', 12', 33', 39', 84' · P. Devi 29', 45+2', 69' · M. Devi 88' |

| Maldives | 1–3     | Bangladesh                  |
| -------- | ------- | --------------------------- |
| Sama 81' | Báo cáo | Rana 18' · Khatoon 35', 87' |

### Bảng B
| Đội       | Tr | T | H | B | BT | BB | HS  | Đ |
| --------- | -- | - | - | - | -- | -- | --- | - |
| Nepal     | 3  | 3 | 0 | 0 | 13 | 0  | +13 | 9 |
| Sri Lanka | 3  | 2 | 0 | 1 | 5  | 4  | +1  | 6 |
| Pakistan  | 3  | 1 | 0 | 2 | 5  | 5  | 0   | 3 |
| Bhutan    | 3  | 0 | 0 | 3 | 1  | 15 | −14 | 0 |

| Pakistan   | 1–2     | Sri Lanka                      |
| ---------- | ------- | ------------------------------ |
| Khan 90+1' | Báo cáo | Madushani 38' · Kumudumala 86' |

| Nepal                                                                         | 8–0     | Bhutan |
| ----------------------------------------------------------------------------- | ------- | ------ |
| Rana 14', 45+1' · Giri 21' · Lama 36', 40' · Adhikari 60', 84' · Bhandari 88' | Báo cáo |        |

| Sri Lanka                                 | 3–0     | Bhutan |
| ----------------------------------------- | ------- | ------ |
| Chitrani 20' · Kumudumala 40' · Perea 88' | Báo cáo |        |

| Pakistan | 0–2     | Nepal               |
| -------- | ------- | ------------------- |
|          | Báo cáo | Lama 14' · Rana 24' |

| Nepal                             | 3–0     | Sri Lanka |
| --------------------------------- | ------- | --------- |
| Thapa 14' · Lama 53' (ph.đ.), 84' | Báo cáo |           |

| Pakistan                                               | 4–1     | Bhutan      |
| ------------------------------------------------------ | ------- | ----------- |
| Zaman 55' · Baloch 68' · Roshan 74' · Noor 79' (ph.đ.) | Báo cáo | Yangdon 69' |

## Vòng đấu loại trực tiếp
|  | Bán kết                 | Bán kết |   |  | Chung kết               | Chung kết |  |
|  |                         |         |   |  |                         |           |  |
|  | 19 tháng 11 - Islamabad |         |   |  |                         |           |  |
|  | Sri Lanka               | 0       |   |  |                         |           |  |
|  | Ấn Độ                   | 5       |   |  |                         |           |  |
|  |                         |         |   |  |                         |           |  |
|  |                         |         |   |  | 21 tháng 11 - Islamabad |           |  |
|  |                         |         |   |  | Ấn Độ                   | 6         |  |
|  |                         | Nepal   | 0 |  |                         |           |  |
|  |                         |         |   |  |                         |           |  |
|  |                         |         |   |  |                         |           |  |
|  |                         |         |   |  |                         |           |  |
|  | 19 tháng 11 - Islamabad |         |   |  |                         |           |  |
|  | Nepal                   | 1       |   |  |                         |           |  |
|  | Bangladesh              | 0       |   |  |                         |           |  |

### Bán kết
| Ấn Độ                                                      | 5–0     | Sri Lanka |
| ---------------------------------------------------------- | ------- | --------- |
| I. Devi 23', 69' · N. Devi 31' · P. Devi 48' · Y. Devi 72' | Báo cáo |           |

| Nepal            | 1–0     | Bangladesh |
| ---------------- | ------- | ---------- |
| Rana 56' (ph.đ.) | Báo cáo |            |

### Chung kết
| Ấn Độ                                                  | 6–0     | Nepal |
| ------------------------------------------------------ | ------- | ----- |
| Y. Devi 26' · N. Devi 40', 43', 51', 90+3' · Ashem 47' | Báo cáo |       |